# Total War: Three Kingdoms
Total War: Three Kingdoms é um jogo eletrônico de estratégia por turnos e táticas em tempo real desenvolvido pela Creative Assembly e lançado pela Sega. É o décimo-terceiro jogo da saga Total War, baseado no livro Romance dos Três Reinos, para a plataforma Microsoft Windows, lançado em 23 de maio de 2019. Posteriormente também veio para as plataformas macOS e Linux.
Three Kingdoms foi bem recebido pela crítica e pelos fãs, elogiado especialmente pelas mecânicas de jogo aprimoradas e elementos de narrativa. Acabou sendo um dos jogos mais vendidos da saga, com mais de um milhão de cópias comercializadas em sua primeira semana de vendas.

## Ligações Externas
- Site Oficial